# Parker Brothers
Parker Brothers es una marca comercial dedicada a la fabricación y distribución de juegos. Durante sus 115 años de vida, la compañía distribuyó más de 1800. Entre sus juegos de mesa más conocidos se encuentran el Monopoly, el Cluedo, el Risk, el Trivial Pursuit, entre otros. Actualmente Parker Brothers forma parte de la empresa de juegos Hasbro.

## Historia
Parker Brothers fue fundada por George S. Parker. Su filosofía en el diseño de los juegos se desvió del tema utilizado en la época, consistente en el ensalzamiento de los valores y moral humanos; él, en cambio, creía que los juegos simplemente debían ser jugados por entretenimiento y diversión.
En 1883, a la edad de 16 años, creó su primer juego, Banking. Banking era un juego de mesa que consistía en que cada uno de los jugadores tenía que intentar generar el máximo de beneficios posibles a partir del préstamo de un banco. El juego incluía 160 cartas con sus respectivos pronósticos de éxitos y fracasos. El juego se hizo tan popular entre sus amigos y su familia que su hermano, Charles Parker, lo convenció para publicarlo. George intentó vender la idea a dos empresas diferentes en Boston, sin éxito. Lejos de desanimarse, George se gastó 40 dólares en la publicación de su juego de banca. Pudo vender 12 copias, consiguiendo 100 dólares de beneficio.
Fue entonces cuando fundó, en 1883, su compañía de juegos George S. Parker Company en Salem, Massachusetts. Cuando su hermano Charles se unió a la empresa, en 1888, la compañía modificó su nombre por el que tiene en la actualidad: Parker Brothers (Hermanos Parker). Diez años más tarde, en 1898, el tercer hermano de la familia, Edward H. Parker, se unió a la empresa. Durante muchos años George diseñó los juegos inventándose él mismo las reglas.
Muchos de los juegos estaban basados en acontecimientos importantes del momento: Klondike se basó en la fiebre del oro en Alaska, y Guerra a Cuba se basó en la Guerra de la Independencia americana.
La industria del juego creció, y la compañía se convirtió en muy lucrativa. En 1906, Parker Brothers publicó su juego Rook, el juego de cartas con más éxito del momento, el cual rápidamente se convirtió en el más vendido de los Estados Unidos. Durante la Gran Depresión, al mismo tiempo que muchas empresas tuvieron que cerrar el negocio, Parker Brothers lanzó al mercado su conocido juego de mesa Monopoly. Originalmente la compañía rechazó el proyecto en 1934, pero finalmente lo publicaron durante el año siguiente. Fue un éxito instantáneo, hasta el punto que la empresa tuvo problemas en el abastecimiento de toda la demanda generada. La empresa fue creciendo durante las siguientes décadas, produciendo juegos de mesa tan populares como Cluedo, Risk, y Sorry!.
Después de la muerte de George Parker, la empresa siguió siendo una empresa familiar, hasta que en 1963, el holding General Mills compró la compañía. Después de la compra lanzó al mercado su primer juego, Nerf ball, el cual se convirtió en otro éxito a nivel nacional. En 1979 creó el juego de mesa La Fuga de Colditz. A finales de los años 70 y principios de los 80, la compañía empezó a fabricar versiones electrónicas de sus juegos de mesa más importantes, produciendo también una serie de videojuegos que consiguieron mucha popularidad, como Sega's Frogger y Gottlieb's Q*Bert.
Durante el año 1980, General Mills se fusionó con el holding Kenner. La empresa resultante se llamó Kenner Parker Toys Inc., la cual fue adquirida por Tonka, en 1987. Finalmente, en 1991, Tonka, incluyendo Parker Brothers, fue comprada por Hasbro.

### Monopoly
Este juego tiene su origen en un juego creado por Elizabeth Magie en 1903 y patentado en 1904, llamado The Landlord's Game. El juego se hizo popular en varias ciudades de los Estados Unidos en los años siguientes, editándose en varias formas y versiones sin el control de su autora original.
En 1935, Charles Darrow, un vendedor de calefactores domésticos desempleado del sureste de Pensilvania durante la Gran Depresión de los años treinta patentó la versión de Atlantic City de ese juego con el nombre de Monopoly. Tras un primer intento fallido de venderlo a la empresa juguetera Parker Brothers, inició una producción a pequeña escala del juego que resultó exitosa. Parker volvió a llamar entonces a su puerta para hacerse con el juego.
La compañía Parker Brothers, ahora dentro de la multinacional Hasbro, ha mantenido que el autor del juego es únicamente Charles Darrow (en 1935) por motivos de marketing. Pero la autoría original de Maggie (en 1903) y el origen del Monopoly como evolución de juegos anteriores (todos ellos derivados de The Landlord's Game), ha sido incluso reconocida por los tribunales estadounidenses en el caso de Parker vs. Ralph Anspach, durante el largo proceso judicial ocurrido entre 1975 y 1986 a raíz de la publicación de un juego de mesa titulado Anti-Monopoly.
Las investigaciones hechas durante el proceso descubrieron que Parker Brothers habría pagado 500 $ a Elizabeth Magie con la promesa de fabricar el juego The Landlord's Game con las nuevas reglas que había creado la autora: Landlords & Prosperity. Tras retrasar la producción durante años, Parker sacó a la venta en 1939 en una versión modificada del juego, de reducida tirada, para no pagar nunca más los derechos a Magie.
Parker compró los derechos de otras versiones del juego, como una llamada Finance por 10 000 $. También compró todas las cajas de otra versión del juego que vendía Luis Thun, pagando 50 $ por caja, para quitarlas del mercado. Thun declaró a un representante de Parker: No entiendo cómo el señor Darrow puede ser el inventor del juego… ¡si lo jugamos desde 1925!.
Asimismo, en 1936 Parker llegó a un acuerdo fuera de los tribunales con Rudy Copeland. Copeland vendía un juego derivado de The Landlord's Game llamado Inflation y habría denunciado la patente de Darrow. Parker le pagó 10 000 $ a cambio de retirar el caso de los tribunales y eliminar aquel otro juego.